# Simon Compaoré

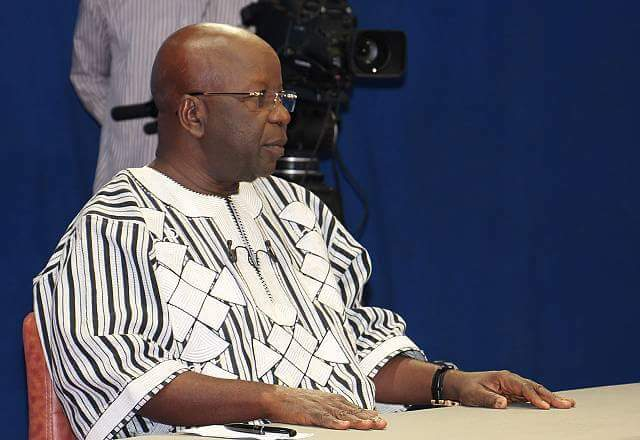
Simon Compaoré, 2016

Simon Compaoré (* 19. September 1952 in Ouagadougou) ist ein Politiker aus Burkina Faso (bis 1984 Obervolta). Von 1995 bis 2013 war er Bürgermeister von Ouagadougou. Am 17. April 2013 wurde er zum Ehrenbürgermeister von Ouagadougou ernannt.

## Leben
Simon Compaoré ist 1952 als Sohn eines Pastors zur Welt gekommen. Nach dem Besuch der Primar- und Sekundarschule in Koudougou und Ouagadougou studierte er Betriebswirtschaft an der wirtschaftswissenschaftlichen Fakultät in Dijon (Frankreich), wo er sein Studium mit dem Lizentiat und dem Diplom (Diplôme d’études supérieures spécialisées) abschloss.
Nach seiner Rückkehr nach Obervolta arbeitete er zuerst in der Verwaltung, bevor er ab 1984 verschiedene höhere Ämter in der öffentlichen Verwaltung bekleidete. 1987 startete er als stellvertretender Sekretär für Wirtschafts- und Finanzfragen des Exekutivkomitees der Volksfront (Front populaire) seine politische Karriere.
Im März 1995 wurde er zum Bürgermeister der Stadt Ouagadougou gewählt. In diesem Amt wurde er bei den Wahlen von 2000 und 2006 bestätigt.
Neben seinem weiteren Amt als Abgeordneter der Nationalversammlung war er seit 2003 auch noch mehrere Jahre lang stellvertretender Generalsekretär der Regierungspartei Congrès pour la démocratie et le progrès (CDP).

## Auszeichnungen
- Offizier des Nationalen Ordens Burkina Fasos
- Ritter der französischen Ehrenlegion